# Gerwald Rockenschaub
Gerwald Rockenschaub (ur. 1952 w Linz), artysta. 
Zaczął tworzyć w latach 80. Jego abstrakcyjne obrazy, powstające pod wpływem muzyki (m.in. punk), stanowią kombinacje barw, form i napięć kierunkowych. Wykorzystywał proste kształty abstrakcyjno- geometryczne, spirale, gwiazdy i linie krzywe. Po pojawieniu się muzyki techno, ważna pozycje w jego twórczości zaczęły zajmować nadmuchiwane obiekty z przezroczystej i kolorowej folii. W 1989 roku na wystawie w Zurychu pokazał zbiór białych i przezroczystych, kwadratowych płyt z pleksi. W 1993 roku brał udział w Biennale Weneckim. 
Mieszka i pracuje w Berlinie. W Polsce jego prace były wystawianie w 2001 na wystawie "Spętani - wyzwoleni" (Galeria Zachęta).